# Cerkiew Kazańskiej Ikony Matki Bożej w Rydze
Cerkiew Kazańskiej Ikony Matki Bożej – prawosławna cerkiew w Rydze.

## Historia
Świątynia została wzniesiona w 1866 jako niewielka kaplica pod wezwaniem św. Jana Chrzciciela. Jednak już 11 września 1883 w jej pobliżu ukończono budowę większej cerkwi pod tym samym wezwaniem. W 1934 parafianie cerkwi św. Jana Chrzciciela zwrócili się z prośbą o otwarcie cerkwi do metropolity ryskiego i całej Łotwy Jana. Zgodnie z ich życzeniem po remoncie w obiekcie zaczęły odbywać się nabożeństwa w okresie zimowym. W czasie ponownego poświęcenia obiektu metropolita zmienił jego patrona na Kazańską Ikonę Matki Bożej.
W 1964 władze Łotewskiej SRR zamknęły świątynię dla kultu religijnego. Wkrótce jednak zaadaptowany na cele świeckie budynek został przekazany katolickiej parafii św. Antoniego, po tym, gdy kościół pod tym samym wezwaniem został zniszczony. Katolicy zgodzili się pozostawić na kopułach obiektu krzyże prawosławne. Cerkiew wróciła w ręce prawosławnych dopiero po upadku ZSRR. Budynek był w złym stanie technicznym, pozbawiony wyposażenia wnętrza niezbędnego do sprawowania Świętej Liturgii. W 2010 r. odbywały się jedynie molebny i akatysty. Cerkiew podlega parafii Ścięcia Głowy św. Jana Chrzciciela w Rydze, wchodzącej w skład dekanatu ryskiego eparchii ryskiej Łotewskiego Kościoła Prawosławnego.